# José Ramón Medina
José Ramón Medina Elorga (San Francisco de Macaira, Guárico, Venezuela, 20 de julio de 1919-Caracas, 14 de junio de 2010), fue un abogado Graduado en 1950, una beca universitaria le permite estudiar en Italia, escritor, poeta y político venezolano.

## Carrera
Medina fue el fundador de la Biblioteca Ayacucho en 1974, y ocupó la presidencia de la institución hasta 2001. También ayudó a crear el Centro de Estudios Latinoamericanos Rómulo Gallegos (Celarg) y fue parte de la directiva del diario El Nacional y director de Papel Literario.
Adicionalmente, recibió, entre otros, el Premio Premio Nacional de Literatura 1959-1960, tras haber escrito obras como "Rumor Sobre Diciembre" (1949) y "Elegía" (1957). 

## Cargos públicos
Medina además trabajó desde 1958 como magistrado de la Sala de Casación Penal de la Corte Suprema de Justicia, en tal función permanecerá hasta 1963. Senador de la república (1964-1969), como fiscal general (1974-1979). En 1980 es nombrado director de El Nacional. En 1984 es nombrado embajador de Atenas y más tarde contralor general de la República (1986-1994). Padre del miembro de la Mesa de la Unidad (MUD) Ramón José Medina.

## Obra
- Edad de la esperanza (1947)
- Rumor sobre Diciembre (1949)
- Vísperas de la aldea (1949)
- Elegía (1950)
- A la sombra de los Días (1950)
- Parva luz de la estancia familiar (1952)
- Texto Sobre el tiempo (1952)
- Los días sedientos y Diez Elegías (1953)
- La voz profunda (1954)
- Como la vida (1954-1958)
- Antología poética (1957)
- Elegías (1957)
- Viento en la tarde (1959)
- Memorias Y Elegías (1960)
- Razón de Poesía (1960)
- Poesías (1961)
- Poesía plural (1969)
- Ensayos y perfiles (1969)
- Sobre la tierra yerma (1971)
- Verdadero Ser (1982)
- Certezas y presagios (1984)
- Aún en el otoño (1996)